# John Gray (socialist)
John Gray, född 1799 i Skottland, död 26 april 1883 i London, var en tidig socialist som gav inspiration till desillusionerade deltagare i Robert Owens experiment New Harmony. Grays skriftiliga föreläsningar låg till grund för publiceringar, samtida med New Harmony, idékritiska pamfletter där det auktoritära styret kritiserades och förslag ges till samhällsförvaltningen läggs fram, vilket räknas som första mutualistiska publikationen.
Gray betraktas som en av de första mutualisterna jämte Josiah Warren och Pierre Joseph Proudhon.